# Sekarmadji Maridjan Kartosoewirjo
Soekarmadji Maridjan Kartosuwiryo né le 7 janvier 1905 à Blora, Java central et mort le 5 novembre 1962 à Jakarta, est un nationaliste indonésien. Il a dirigé la rébellion Darul Islam contre le gouvernement indonésien de 1949 à 1962, dans le but de renverser l'idéologie laïque pancasila et d'établir l'État islamique d'Indonésie sur la base de la charia loi.

## Biographie
Kartosuwiryo est né à Blora, une ville productrice de pétrole du Java central, fils d'un petit fonctionnaire du gouvernement. Son éducation était principalement dans des écoles laïques et néerlandais-médium. Alors qu'il fréquentait le NIAS (Collège médical des Indes néerlandaises) à Surabaya, Kartosuwiryo a été pensionnaire chez le chef islamiste Tjokroaminoto et s'est activement impliqué dans le Sarekat Islam de Tjokrominoto. Kartosuwiryo a abandonné ses études de médecine pour se plonger pleinement dans la politique.
Lors d'une tournée à Malangbong, près de Garut à Java occidental, Kartosuwiryo a rencontré et épousé la fille d'un dirigeant local du PSII. Il s'est installé dans cette région, où il a établi une madrasa. En 1937, il démissionne du PSII pour fonder son propre mouvement politique prônant un futur État islamique d'Indonésie fondé sur la loi islamique.

## Le Darul Islam
Pendant l'occupation japonaise des Indes néerlandaises (1942-1945), Kartosuwiryo a établi des milices armées dans la région de Garut, l'un des nombreux groupes de ce type soutenus et armés par les Japonais afin de les aider à résister à toute future invasion des Alliés. Pendant la révolution nationale indonésienne, sa milice Darul Islam est restée en bons termes avec les forces républicaines laïques jusqu'à ce que ces dernières se retirent de Java occidental selon les termes de accord du Renville en 1948, tandis que Kartosuwiryo poursuivait la lutte de guérilla contre les forces d'occupation Néerlandais. Après la deuxième offensive hollandaise (opération Kraai) en décembre 1948, les guérilleros républicains qui se replient dans l'ouest de Java sont attaqués par la milice de Kartosuwiryo, ce qui entraîne une guerre triangulaire entre les forces républicaines, Darul Islam, et les armées hollandaises.
Le 7 août 1949, il a déclaré l'établissement de l'État islamique indonésien avec lui-même comme Imam. Après la transfert de souveraineté des Néerlandais, Kartosuwiryo a refusé de reconnaître le retour de l'autorité républicaine et de continuer à attaquer les forces républicaines de retour, aboutissant à une véritable insurrection.
Au cours des années 1950, un gouvernement central faible et une réponse militaire non coordonnée du gouvernement ont permis à Darul Islam de prospérer, contrôlant un tiers de Java occidental et lançant même des raids jusqu'à la périphérie de Jakarta. Les rebelles islamiques de Sulawesi du Sud et d'Aceh ont rejoint le Darul Islam et ont reconnu Kartosuwiryo comme leur plus haute autorité car, dans la pratique, il y avait peu de coordination entre les rebelles dans les différentes provinces. En 1957, des agents envoyés par Kartosuwiryo ont tenté en vain d'assassiner Sukarno avec une attaque à la grenade lors d'une réception à l'école primaire à Cikini, Centre de Jakarta.

## Défaite et mort
La déclaration de la loi martiale en 1957 et l'établissement de la démocratie guidée par Sukarno en 1959 se sont avérés être un tournant pour la fortune de Darul Islam. L'armée a introduit la méthode efficace de la « clôture des jambes » pour encercler les bases de montagne des guérilleros et couper leurs voies d'approvisionnement et d'évacuation, forçant les rebelles à se rendre ou à faire face à l'anéantissement face à une puissance de feu supérieure. Kartosuwiryo a répondu en déclarant une « guerre totale » en 1961, au cours de laquelle les guérilleros de Darul Islam ont de plus en plus utilisé des tactiques terroristes et le banditisme contre les civils, aliénant davantage la population. Il a également envoyé des agents à Jakarta, où en mai 1962, ils ont fait une autre tentative d'assassinat infructueuse contre Sukarno pendant les prières de Aïd al-Adha.
En juin 1962, Kartosuwiryo fut finalement capturé dans sa cachette au Mont Geber près de Garut. En captivité, il donna l'ordre à ses partisans de se rendre. Le dernier groupe de Darul Islam à Java occidental, opérant au Mont Ciremai, s'est rendu en août 1962. Kartosuwiryo a été amené à Jakarta, où il a été jugé par une cour martiale militaire. Il a été reconnu coupable de rébellion et de tentative d'assassinat du président, et a été condamné à mort. Il a été exécuté par un peloton d'exécution le 5 septembre 1962.